# Elegy (Amorphis)
Elegy è il terzo album della progressive death metal/folk metal band Amorphis ed il primo con una predominanza del cantato pulito rispetto al growl; cantato pulito affidato al nuovo cantante Pasi Koskinen. I testi sono basati sulle ballate e sui poemi tradizionali finlandesi, compilati nelle Kanteletar da Elias Lönnrot nel 1840.

## Tracce
1. Better Unborn – 5:52 (Holopainen)
2. Against Widows – 4:06 (Laine)
3. The Orphan – 5:18 (Holopainen, Laine)
4. On Rich And Poor – 5:19 (Holopainen, Rantala)
5. My Kantele – 5:02 (Holopainen)
6. Cares – 4:30 (Holopainen, Laine, Koivusaari)
7. Song Of The Troubled One – 4:08 (Holopainen, Laine)
8. Weeper On The Shore – 4:52 (Rantala, Laine)
9. Elegy – 7:22 (Rantala)
10. Relief – 4:09 (Laine)
11. My Kantele (Acoustic Reprise) – 5:55 (Holopainen)

### Bonus track
Nella versione digipack sono inserite 3 bonus track
1. Better Unborn (live) – 5:59
2. Against Widows (live) – 4:05
3. The Castaway (live) – 4:53
4. Black WInter Day (live) – 3:39

## Formazione
- Tomi Koivusaari – voce, chitarra elettrica, chitarra acustica, tamburello
- Esa Holopainen –  chitarra
- Olli-Pekka Laine  – basso
- Pekka Kasari  – batteria
- Kim Rantala  – tastiere
- Pasi Koskinen – voce